# Breitenberg (Osterhorngruppe)
Der Breitenberg ist ein 1260 m ü. A. hoher Gipfel bei Sankt Gilgen im Salzburger Salzkammergut.

## Lage und Landschaft
Der Breitenberg befindet sich am Südufer des Wolfgangsees, über der Zinkenbach-Halbinsel des Sees gegenüber von Sankt Wolfgang  bei Abersee. Er ist ein Vorberg des Königsberger Horns (1621 m ü. A.) in der Osterhorngruppe der Salzkammergut-Berge respektive Salzburger Voralpen.
Südlich und östlich wird der Berg von einem tiefen Graben freigestellt, in dem der Königsbach und dann – ab dem Schreinbachfall – der Zinkenbach fließen. Nördlich rinnt der Zinkenbach-Nebenbach Steingraben, dahinter der Troiferberg (883 m ü. A.), die Steilwand am See zwischen Gschwand und Franzosenschanze. Unmittelbar bei seiner Einmündung in den Zinkenbach bricht dieser auch in die Talebene durch. Zum Königsberghorn liegt östlich der Königsbergwald mit einigen Gipfeln um 1250–1350 m, Zu diesem bildet der Gschaidgraben (zum Steingraben) die Grenze, die Einsattelung heißt Ebenwald und liegt auf etwa 1200 m ü. A. Der Breitenberg ist unbewaldet, und bildet im Gipfelbereich die Breitenbergalm. 
Nordwestlich steht das Zwölferhorn (1521 m ü. A.) mit seinem südlichen Nebengipfel, dem Illingerberg (1479 m ü. A.). Südwestlich läuft der Kamm vom  Königsberger Horn zum Holzeck (1603 m ü. A.). Südlich erheben sich Hoher Zinken (1764 m ü. A.), Osterhorn (1746 m ü. A.) und das Wieslerhorn (1603 m ü. A.), mit der Postalmregion dahinter. Südwestlich steht die Bleckwand (1541 m ü. A.) vor dem Sparber (1504 m ü. A.). Nordöstlich erhebt sich über dem Wolfgangtal der Schafberg (1762 m ü. A.).

## Wege
Der Berg ist auf dem Güterweg der Breitenbergalm von Abersee her leicht zu besteigen. Daneben gibt es noch eine Steig aus dem Zinkenbachtal über Adamalm – Primushöllrinn – Zinkenbachhöllrinn. Zur Königsbergalm am Königsberghorn führt ebenfalls ein Forstweg